# 심안의
심안의(沈安義, 1438년 ~ 1476년 3월 17일)는 조선 세종의 부마(駙馬)로, 관찰사 심선(沈璿)의 아들이자 세종의 서녀 정안옹주의 남편이다. 본관은 청송(靑松)이고 작위는 청성위(靑城尉), 시호는 안도(安悼)이다. 세종의 장인인 심온은 그의 종증조부가 되고, 소헌왕후는 재종대고모가 된다.

## 생애
1453년 정안옹주와 혼인하여 청성위(靑城尉)에 봉해졌다. 계유정난 이후 김종서의 집을 받았다가 다시 민신의 집을 받았다. 1455년(세조 1) 좌익원종공신(佐翼原從功臣)1등에 녹훈되었다. 1461년에는 흥인문수장(興仁門守將)이 되었다. 1464년 도진무(都鎭撫)·좌상대장(左廂大將)에 이어 1467년에 오부장(五部將)이 되고 이후에도 승진을 거듭하여 오위도총부 도총관(五衛都摠府都摠管)을 지냈다. 1469년(성종 즉위) 광덕의빈부 의빈(廣德儀賓府儀賓)의 자리에 올라, 1476년에 졸하였다.

## 가계
- 고조부 : 심덕부 - 문하시중, 영삼사사, 문하부 좌정승, 청성백(靑城伯)
  - 증조부 : 심징 - 세종의 국구 심온 · 태조 이성계의 부마 심종의 형, 경창부윤
    - 조부 : 심석준 - 군자감 판관, 증 호조판서, 양혜공(良惠公)
      - 아버지 : 심선 - 경기도 관찰사 증 영돈녕부사[6]
      - 어머니 : 초계 정씨 - 판원사 정발(判院事 鄭發)의 딸, 증 정경부인
      - 장인 : 세종
      - 장모 : 숙원 이씨(淑嬪 李氏)
      - 고모 : 청송 심씨 - 심석준의 딸, 심선의 여동생
      - 고모부 : 진주 하씨 하제명(河悌明) - 영의정 하연(河演)의 아들
        - 본인 : 청성위 심안의(靑城尉 沈安義)
        - 부인 : 정안옹주(貞安翁主) - 세종의 서차녀
          - 아들 : 심언(沈漹)
          - 며느리 : 문화 류씨 - 류수륜(柳守綸)의 딸
            - 손자 : 심광붕(沈光鵬)

          - 딸 : 청송 심씨(靑松 沈氏, 1454 ~ 1514)
          - 사위 : 전주 최씨 최맹사(崔孟思, ? ~ 1472)
            - 외손자 : 최인수(崔仁壽)
            - 외손자 : 최인복(崔仁福)

        - 형 : 심안인 - 경상우도 병마절도사, 증 병조참판
        - 형수 : 파평 윤씨 - 태종의 부마 파원위 윤평(坡原尉 尹泙)의 딸
          - 조카 : 심담(沈淡) - 제용감 첨정, 심창구(沈昌求, 식품의약품안전청장)의 15대조
          - 조카며느리 : 회인 홍씨 - 세조 즉위 공신 영의정 홍윤성(洪允成)의 딸
          - 조카 : 심빈(沈濱) - 형조판서 심광언(沈光彦)의 아버지, 영의정 심지원(沈之源)의 5대조, 효종의 부마 청평도위 심익현(靑平都尉 沈翼顯)의 6대조, 조선 후기 문인화가 현재 심사정(玄齋 沈師正)의 8대조, 심정구(沈晶求, 국회의원 · 선광 부회장)의 15대조, 안성군수, 증 이조판서
          - 조카며느리 : 이천 서씨 - 대사성 서강(徐岡)의 딸

        - 동생 : 심안례 - 영천군수
        - 제수 : 여흥 민씨
        - 동생 : 심안지 - 해주목사, 증 병조참판
        - 제수 : 경주 김씨
          - 조카 : 심풍(沈豊) - 기묘명현(己卯名賢), 이조정랑

        - 동생 : 심안신 - 군자감 직장, 심완구(沈完求, 국회의원 · 초대 민선 울산시장 · 초대 - 제2대 민선 울산광역시장)의 16대조
        - 제수 : 고성 이씨

## 같이 보기
- 심덕부
- 심징
- 심온
- 심종
- 심선
- 세종
- 숙원 이씨
- 정안옹주
- 하연
- 홍윤성
- 심광언
- 심지원
- 심익현
- 심사정
- 심능건
- 심창구
- 심정구
- 심완구
- 부마도위
- 의빈부